# Catocala helena
Catocala helena är en fjärilsart som beskrevs av Samuel E. Cassino 1917. Catocala helena ingår i släktet Catocala och familjen nattflyn. Inga underarter finns listade i Catalogue of Life.